# Триверо-Пративеро-Понцоне (Бјела)
Триверо-Пративеро-Понцоне (итал. Trivero-Prativero-Ponzone) је насеље у Италији у округу Бијела, региону Пијемонт.
Према процени из 2011. у насељу је живело 3970 становника. Насеље се налази на надморској висини од 579 м.